# Мануел Пуиг
Мануел Пуиг (на испански: Manuel Puig) е аржентински писател постмодернист, сценарист и драматург.

## Биография и творчество
Автор е романи, пиеси и киносценарии; негова запазена марка е диалогът (няколко от прозаичните му произведения са изградени изцяло от реплики, без разказваческа реч). Завършва философия в университета в Буенос Айрес, а през 1956 г. специализира кино в Центъра по експериментална кинематография в Рим. Живее извън Аржентина през по-голямата част от живота си, като Ню Йорк и Рио де Жанейро са градовете, които белязват най-осезаемо творчеството му.
Най-прочутият негов роман е Целувката на жената-паяк (1976), въпреки че далеч не е единственият, спечелил си световна известност (вж. Измяната на Рита Хейуърт от 1968 г. или Начервени устни от 1973-а, преведен и на български). През 1985 г. режисьорът Ектор Бабенко екранизира Целувката на жената-паяк (Kiss of the Spider Woman) с Уилям Хърт, Раул Хулия] и Соня Брага в главните роли: независимо от недоволството си от крайния резултат, Пуиг признава, че посланието на книгата все пак е стигнало и до зрителите на филма.
„Творчеството на Пуиг е едно от най-оригиналните от края на 20 век. Неговата самобитност не е в темите, стила или дори структурата – въпреки че във всички тях личат огромната му вещина и фината му интелигентност, – а в материалите, с които си служи, за да разказва: булевардни романи, радио и телевизионен театър, жестоката мелодрама на болерото, тангото и ранчерите, клюкарските рубрики във вестниците и, преди всичко, псевдореалността, в която витаят филмовите персонажи и ситуации. Новото в прозата на Пуиг е, че изкуствената, карикатурна версия на живота елиминира и измества другите измерения, като се превръща в единствена истина.“ (Марио Варгас Льоса, Стреляйте по романиста, Ню Йорк Таймс, 2001 г.)
Пуиг е хомосексуален. Фамилното му име, е често срещано в Каталония, където звучи като Пуч. Аржентинското произношение обаче е Пуиг и Мануел не понасял да го подменят с различно.